# Myung Mi Kim
Myung Mi Kim, née le 6 décembre 1957 à Séoul (Corée du Sud), est une Américaine d'origine coréenne, poète et professeure de littérature anglaise . Elle fait partie de l'école dite post-moderniste.

## Biographie

### Jeunesse et formation
Myung Mi Kim est née à Séoul dans l'État de la Corée du Sud en 1957. En 1966, sa famille immigre aux États-Unis, pour s'installer dans le Midwest, faisant ainsi l'expérience du déracinement pour s'insérer dans une autre culture et de l'apprentissage d'une langue étrangère, Expérience qui est une des thématiques de sa poésie,.
Après ses études secondaires, Myung Mi Kim est acceptée au Oberlin College, où elle obtient en 1979, le  Bachelor of Arts (Licence), elle continue ses études universitaires à l'université Johns Hopkins  où elle obtient en 1981, son Master of Arts (Mastère).

### Carrière
Myung Mi Kim enseigne la littérature anglaise à la Stuyvesant High School de New York de 1983 à 1984, elle quitte l'enseignement pour entrer à l'université de l'Iowa où elle obtient en 1986  le Master of Fine Arts ( Mastère en beaux arts).
Une fois diplômée, Myung Mi Kim enseigne la littérature au Luther College (Iowa) (en) de Decorah, puis à l'université d'État de San Francisco, où elle enseigne la création littéraire, depuis 2002, elle est la directrice du département "poésie" de l'université de New York de Buffalo,,.
En 1991, le premier recueil de poèmes de Myung Mi Kim, Under Flag est publié, il est couronné par le Multicultural Publishers Exchange Award of Merit.
Myung Mi Kim interroge l'interculturalisme et les possibilités de faire des ponts entre sa culture d'origine et la culture américaine, elle fait appel à son expérience de rupture d'avec sa patrie natale qu'elle exprime dans son second recueil de poèmes, The Bounty publié en 1996 ainsi que dans son troisième recueil de poèmes Dura paru en 1998. Elle y exprime les difficultés à traduire des mots du coréen, langue agglutinante, à la langue anglaise américaine, langue flexionnelle, des associations, des champs linguistiques...
Pour montrer les différences de champ linguistiques, d'associations, Myung Mi Kim publie au sein de Commons, où sont juxtaposés des poèmes écrits chacun en coréen et en anglo-américain.
Le critique Zhou Xiaojing dans son article "What Story What Story What Sound": The Nomadic Poetics of Myung Mi Kim's "Dura", écrit que la poésie de Myung Mi Kim est construite, élaborée comme une série de peintures dans lesquelles s’expriment des  émotions diverses, souvenirs de guerre, de migration, de perte de la langue maternelle, du consumérisme capitaliste.

## Œuvres

### Recueils de poèmes
- Under Flag, Berkeley, Californie, Kelsey Street Press (réimpr. 1998, 2008) (1re éd. 1991), 56 p. (ISBN 9780932716699, OCLC 212882375, lire en ligne),
- The Bounty, Tucson, Arizona, Chax Press (réimpr. 2000) (1re éd. 1996), 99 p. (ISBN 9780925904218),
- Dura, Los Angeles, Californie, Sun and Moon Press (réimpr. 2000) (1re éd. 1998), 108 p. (ISBN 9781557132925),
- Myung Mi Kim et Susan Gevirtz, Spelt, San Francisco, Californie, A+bend Press, coll. « A+Bend Press small books series » (no 8), 1999, 28 p. (OCLC 44720311),
- Commons, Berkeley, Californie, University of California Press, coll. « New California Poetry » (no 5), 2002, 120 p. (ISBN 9780520231443),
- River Antes, Atticus/Finch Chapbooks, 2006, 48 p. (OCLC 75980724),
- Penury, Richmond, Californie, Omnidawn, 2009, 132 p. (ISBN 9781890650377, lire en ligne),
- Civil Bound, Omnidawn, 15 octobre 2019, 96 p. (ISBN 9781632430717),

### Articles
- « Pleasure as Steadfast », The Antioch Review, vol. 44, no 3,‎ été 1986, p. 327 (1 page) (lire en ligne )
- « The Days She Came To », The Antioch Review, vol. 44, no 3,‎ été 1986, p. 328 (1 page) (lire en ligne )
- « Primer », Conjunctions, no 21,‎ 1993, p. 52-60 (9 pages) (lire en ligne ),
- « From "Dura" », Conjunctions, no 24,‎ 1995, p. 153-158 (6 pages) (lire en ligne ),
- « "Generosity as Method",  An Interview with Myung Mi Kim by  Yedda Morrison » , sur université de Pennsylvanie, décembre 1997,
- « From "Arcana" », Conjunctions, no 32,‎ 1999, p. 299-306 (8 pages) (lire en ligne ),
- « Siege Document », Conjunctions, no 35,‎ 2000, p. 25-32 (8 pages) (lire en ligne ),
- « From "Penury" », Conjunctions, No. 37,‎ 2001, p. 433-437 (5 pages) (lire en ligne ),
- « From "Civil Bound" », Poetry, vol. 210, no 4,‎ juillet / août 2017, p. 398-399 (2 pages) (lire en ligne ),

## Directrice de publication
- Myung Mi Kim (dir.), Poetics and Precarity, University at Buffalo Robert Creeley Lectures in Poetry and Poetics, 1er mai 2018, 248 p. (ISBN 9781438469980),

## Vidéos«Myung Mi Kim's *River Antes* (Review)»
- Myung Mi Kim Reading at Small Press Traffic, pour SPT Youtube, 2013[6],
- Myung Mi Kim, from "Fell", pour pabaker55, 2010[7],
- Myung Mi Kim speaks about loss, pour PennSound, 2010[8],
- Myung Mi Kim reads from "Commons" and "Penury", pour PennSound, 2010 [9],
- Lunch Poems: Myung Mi Kim,  University of California Television (UCTV), 2008[10].

## Regards sur son œuvre
Selon le critique Rocio G. Davis, la poésie de Myung Mi Kim est liée aux événements marquants de sa vie, la guerre de Corée, la migration aux États-Unis, les difficultés de passage d'une langue à une autre, d'une culture à une autre. Son premier recueil de poèmes Under Flag expose son expérience de la guerre de Corée, avec les hallucinations, les horreurs suscités par ce conflit, expérience d'une enfant dévastée par la guerre. Ses deux recueils suivant The Bounty et Dura, sont centrés sur les difficultés d'assimilation d'une autre langue, d'une culture pour savoir les utiliser pour exprimer son expérience esthétique personnelle. Peu à peu sa poétique se centre sur la poésie comme manière d'exprimer son identité, son appartenance culturelle et les processus de l'interculturalisme. Son esthétique la rapproche du mouvement post-moderniste Language poets (en).

## Prix et distinctions
- 1992 : lauréate du prix du Multicultural Publishers Exchange Award of Merit[13],[14],
- 1993 : lauréate du prix du Djerassi Resident Artists Program[15],[13],[14],
- 1994, 1995, 1997 : lauréate du prix du Fund for Poetry[13],
- 1994, 1995, 1996, lauréate du Gertrude Stein Awards in Innovative North American Poetry[13],[16],[14],
- 2009 : lauréate du prix de la State University of New York Chancellor’s Award for Excellence in Scholarship and Creative Activity[14],[13].

## Pour approfondir

#### Notices dans des encyclopédies et manuels de références
- (en-US) Emmanuel S. Nelson (dir.), The Greenwood Encyclopedia of Multiethnic American Literature, volume 3, Westport, Connecticut, Greenwood Press, 30 octobre 2005, 1569 p. (ISBN 9780313330629, lire en ligne), p. 1239-1240. ,
- (en-US) Claudia Rankine & Lisa Sewell (dir.), American Poets in the 21st Century, Middletown, Connecticut, Wesleyan University Press, 1er juillet 2007, 403 p. (ISBN 9780819567284, lire en ligne), p. 236-266,
- (en-US) Seiwoong Oh, Encyclopedia of Asian-American Literature, New York, Facts on File, 2007, 391 p. (ISBN 9780816060863, lire en ligne), p. 147-148.
- (en-US) Arielle Greenberg & Rachel Zucker (dir.), Women Poets on Mentorship, Iowa City, University Of Iowa Press, 15 mai 2008, 319 p. (ISBN 9781587296390, lire en ligne), p. 207-210
- (en-US) Lynn Keller, Thinking Poetry, Iowa City, University Of Iowa Press, 15 avril 2009, 237 p. (ISBN 9781587298677, lire en ligne), p. 153-180

#### Articles anglophones
- Thom Donovan, « Myung Mi Kim's *River Antes* (Review) », Wild Horses of Fire,‎ 8 octobre 2006 (lire en ligne ),
- Zhou Xiaojing, « "What Story What Story What Sound": The Nomadic Poetics of Myung Mi Kim's "Dura" », College Literature, vol. 34, no 4,‎ 2007, p. 63-91 (29 pages) (lire en ligne ). ,
- Lynn Keller, « An Interview with Myung Mi Kim », Contemporary Literature, vol. 49, no 3,‎ 2008, p. 335-356 (23 pages) (lire en ligne ),
- Timothy Yu, « Asian American Poetry in the First Decade of the 2000s », Contemporary Literature, Vol. 52, No. 4,‎ hiver 2011, p. 818-851 (34 pages) (lire en ligne )
- Myung Mi Kim & Divya Victor, « Eight discourses between Myung Mi Kim and Divya Victor », Jacket2,‎ 12 avril 2013 (lire en ligne ),
- Jennifer Aglio, « Myung Mi Kim's performance of language », Jacket2,‎ 12 avril 2013 (lire en ligne )
- Sueyeun Juliette Lee, « Into motions and relations: Metonic cycles with Myung Mi Kim », jacket2,‎ 29 mars 2014 (lire en ligne ),
- Stephen Hong Sohn, « "Experiment is each Scroll of White Pages Joined Together ": Reading Punctuation, Mathematics, and Science in Myung Mi Kim's "DURA" », College Literature, vol. 42, no 4,‎ 2015, p. 648-682 (35 pages) (lire en ligne ),